# Еґберт (король Вессексу)
Егберт (англ. Egbert, Ecgberht, Ecgbert або Ecgbriht; 769 або 771–839) — король Вессексу між 802 та 839 роками, відомий тим, що покінчив із домінуванням Мерсії в Англії й об'єднав під своєю владою більшу частину Англії. Англосаксонський часопис описує його як бретвальду, тобто правителя Британії.

## Життєпис
Батьком Егберта був Елмунд Кентський. У 780-их король Мерсії Оффа та Беортрік із Вессексу вигнали Егберта, але 802 року, після смерті Беортріка, він повернувся і захопив трон. Про перші 20 років правління Егберта відомо мало, але, вочевидь, він зумів утримати незалежність Вессексу від Мерсії, яка тоді домінувала серед англійських королівств. 825 року Егберт завдав порази Беорнвульфу з Мерсії в битві при Елландуні й поклав край її домінуванню. Далі він підкорив собі інші королівства південно-східної Англії, які до того залежали від Мерсії. 829 року він завдав поразки Віглафу з Мерсії, прогнав його з королівства і тимчасово правив Мерсією безпосередньо. Того ж року Егберту підкорився король Нортумбрії Дор.
Егберт не зумів втримати свої завоювання, і через рік Віглаф повернув собі трон Мерсії. Однак, Вессекс зберіг контроль над Кентом, Сассексом і Сурреєм. Егберт віддав ці володіння в управління своєму сину Етельвульфу. Після смерті Егберта 839 року Етельфульф успадкував його трон. Королівства південно-східної Англії врешті-решт влилися в королівство Вессекс після смерті Етельвульфа 858 року.